# جک کهلر
جک کهلر (به انگلیسی: Jack Kehler)؛ زادهٔ ۲۲ مهٔ ۱۹۴۶ – ۷ مهٔ ۲۰۲۲) بازیگر آمریکایی بود.
از فیلم‌های معروف او می‌توان به بازی در فیلم تب استقرار و شیطان کوچک‌تر اشاره کرد.